# Ingus Jakovičs
Ingus Jakovičs (nacido el 18 de abril de 1993 en Madona, Letonia) es un jugador de baloncesto letón. Mide 1.86 metros de altura y juega en la posición de base y su actual equipo es el Palencia Baloncesto de la Primera FEB. 

## Trayectoria deportiva
Jakovičs es un jugador formado en el BK Gulbenes Buki con el que debutó en la Segunda División de la Latvijas Basketbola līga. En 2010 pasó una temporada en el BAA Riga, que era un equipo juvenil que jugaba en la Segunda División de la Latvijas Basketbola līga.  
En la temporada 2011-12, firmó por el BK Liepājas Lauvas de la Latvijas Basketbola līga, donde jugó hasta finales de 2013, cuando fue traspasado al VEF Rīga.
El 3 de enero de 2014, firmó con VEF Rīga de la Latvijas Basketbola līga, donde jugaría durante dos temporadas y medias. En la temporada 2014-15, lograría el título de la Latvijas Basketbola līga.
En 2016, se compromete con el Nizhny Novgorod de la Superliga de baloncesto de Rusia.
Tras una corta experiencia en Rusia, regresa a Letonia para jugar en el BK Ventspils, donde jugaría durante tres temporadas, desde 2016 a 2019.
El 5 de agosto de 2019 firmó con el Pallacanestro Varese de la Lega Basket Serie A, en el que promedia 8.8 puntos (32 % en tiros de 3 puntos) y 1.3 asistencias en 18 minutos de juego en 36 partidos. 
El 25 de febrero de 2021, Jakovičs firmó por el Budivelnyk de la Superliga de baloncesto de Ucrania.
El 30 de noviembre de 2021, Jakovičs firmó con BK Valmiera de la Latvijas Basketbola līga.
El 1 de febrero de 2022, firma por el CSP Limoges de la LNB Pro A, donde promedia 4 puntos (33 % en tiros de 3 puntos) y 0,7 asistencias en 11 minutos de juego en 16 partidos.
El 26 de agosto de 2022, firma por el Club Basquet Coruña de la Liga LEB Oro.
El 31 de julio de 2025, firma por el Palencia Baloncesto de la Primera FEB. 

## Selección nacional
Es un habitual en las categorías inferiores de la Selección de baloncesto de Letonia. En julio de 2013, Jakovičs ayudó al equipo sub-20 de Letonia a llegar a la final del Campeonato de Europa Sub-20. Durante este torneo promedió 13,6 puntos, 3,5 asistencias y 2,5 rebotes. 
El 14 de julio de 2014, debuta con la Selección de baloncesto de Letonia absoluta, en un encuentro frente a Estonia.